# Franziska König
Franziska König (* 11. August 1990) ist eine ehemalige deutsche Tennisspielerin.

## Karriere
König begann mit sechs Jahren mit dem Tennisspielen und ihr bevorzugter Belag war der Sandplatz. Sie spielte vorrangig Turniere auf dem ITF Women’s Circuit, bei denen sie drei Doppeltitel gewann.
Sie spielte ihr erstes Profiturnier im Juli 2006 in Brüssel, 2013 erreichte sie jeweils das Viertelfinale der ITF-Turniere von Karst und Scharm asch-Schaich und das Halbfinale in Ratingen. Ihr bislang letztes Turnier spielte sie im November 2017 in Ortissei. Von September 2012 bis September 2014 wurde sie in den Weltranglisten geführt.
In der 1. Tennis-Bundesliga trat sie 2007 für den TC Blau-Weiß Ludwigshafen, 2014, 2018 und 2019 für den MTTC Iphitos München in der 2. Tennis-Bundesliga an.
Bei den „Nationalen Deutschen Hallen-Tennismeisterschaften“ erreichte sie 2016 und 2017 das Achtelfinale, 2018 schied sie bereits in der ersten Runde aus.

## Turniersiege

### Doppel
| Nr. | Datum             | Turnier             | Kategorie   | Belag     | Partnerin             | Finalgegnerinnen                      | Ergebnis |
| --- | ----------------- | ------------------- | ----------- | --------- | --------------------- | ------------------------------------- | -------- |
| 1.  | 30. August 2012   | Rotterdam           | ITF $10.000 | Sand      | Carolin Daniels       | Anais Laurendon Morgane Pons          | 6:3, 6:4 |
| 2.  | 17. März 2013     | Scharm asch-Schaich | ITF $10.000 | Hartplatz | Sarah-Rebecca Sekulic | Stanislava Hrozenská Alena Poletinová | kampflos |
| 3.  | 7. September 2013 | Huy                 | ITF $10.000 | Sand      | Karolina Wlodarczak   | Julia Wachaczyk Nina Zander           | 6:2, 6:4 |